# Чемпионат Европы по футболу 2024 (отборочный турнир, группа E)
Группа E отборочного турнира чемпионата Европы по футболу 2024 — одна из десяти групп для определения команд, которые примут участие в основной стадии чемпионата в Германии. В группу E попали пять сборных: Албания, Молдавия, Польша, Фарерские острова и Чехия. Команды сыграют друг с другом дома и в гостях в 2 круга.
Сборные, занявшие первые два места, выйдут в финальную часть чемпионата. Участники плей-офф будут определены на основе их выступления в Лиге наций 2022/2023.

## Турнирная таблица
| Поз | Команда           | И | В | Н | П | МЗ | МП | РМ  | О  | Квалификация                        |     | Албания | Чехия | Польша | Молдова | Фарерские острова |
| --- | ----------------- | - | - | - | - | -- | -- | --- | -- | ----------------------------------- | --- | ------- | ----- | ------ | ------- | ----------------- |
| 1   | Албания           | 8 | 4 | 3 | 1 | 12 | 4  | +8  | 15 | Квалификация в финальный раунд      |     | —       | 3:0   | 2:0    | 2:0     | 0:0               |
| 2   | Чехия             | 8 | 4 | 3 | 1 | 12 | 6  | +6  | 15 | Квалификация в финальный раунд      |     | 1:1     | —     | 3:1    | 3:0     | 1:0               |
| 3   | Польша            | 8 | 3 | 2 | 3 | 10 | 10 | 0   | 11 | Сборная участвует в стыковых матчах |     | 1:0     | 1:1   | —      | 1:1     | 2:0               |
| 4   | Молдова           | 8 | 2 | 4 | 2 | 7  | 10 | −3  | 10 |                                     |     | 1:1     | 0:0   | 3:2    | —       | 1:1               |
| 5   | Фарерские острова | 8 | 0 | 2 | 6 | 2  | 13 | −11 | 2  |                                     | 1:3 | 0:3     | 0:2   | 0:1    | —       |                   |

## Матчи
Список матчей был опубликован УЕФА 10 октября 2022 года. Время указано в CET/CEST. Местное время, если отличается, указано в скобках.
| Чехия                                  | 3:1     | Польша            |
| -------------------------------------- | ------- | ----------------- |
| - Крейчий 1′ - Чванчара 3′ - Кухта 64′ | (отчёт) | Д. Шиманьский 87′ |

| Молдова               | 1:1     | Фарерские острова |
| --------------------- | ------- | ----------------- |
| Николаеску 87′ (пен.) | (отчёт) | Миккельсен 27′    |

| Молдова | 0:0     | Чехия |
| ------- | ------- | ----- |
|         | (отчёт) |       |

| Польша         | 1:0     | Албания |
| -------------- | ------- | ------- |
| Свидерский 41′ | (отчёт) |         |

| Албания                   | 2:0     | Молдова |
| ------------------------- | ------- | ------- |
| - Асани 52′ - Байрами 76′ | (отчёт) |         |

| Фарерские острова | 0:3     | Чехия                          |
| ----------------- | ------- | ------------------------------ |
|                   | (отчёт) | - Крейчий 15′ - Черный 44′ 75′ |

| Фарерские острова | 1:3     | Албания                                 |
| ----------------- | ------- | --------------------------------------- |
| Ферё 45+1′        | (отчёт) | - Байрами 20′ - Аслани 51′ - Мучи 90+1′ |

| Молдова                            | 3:2     | Польша                         |
| ---------------------------------- | ------- | ------------------------------ |
| - Николаеску 48′ 79′ - Бабогло 85′ | (отчёт) | - Милик 12′ - Левандовский 34′ |

| Чехия        | 1:1     | Албания       |
| ------------ | ------- | ------------- |
| - Черный 56′ | (отчёт) | - Байрами 66′ |

| Польша                        | 2:0     | Фарерские острова |
| ----------------------------- | ------- | ----------------- |
| - Левандовский 73′ (пен.) 83′ | (отчёт) |                   |

| Фарерские острова | 0:1     | Молдова    |
| ----------------- | ------- | ---------- |
|                   | (отчёт) | - Рацэ 53′ |

| Албания                | 2:0     | Польша |
| ---------------------- | ------- | ------ |
| - Асани 37′ - Даку 62′ | (отчёт) |        |

| Албания                     | 3:0     | Чехия |
| --------------------------- | ------- | ----- |
| - Асани 9′ - Сефери 51′ 73′ | (отчёт) |       |

| Фарерские острова | 0:2     | Польша                         |
| ----------------- | ------- | ------------------------------ |
|                   | (отчёт) | - С. Шиманьский 4′ - Букса 65′ |

| Чехия               | 1:0     | Фарерские острова |
| ------------------- | ------- | ----------------- |
| - Соучек 76′ (пен.) | (отчёт) |                   |

| Польша           | 1:1     | Молдова          |
| ---------------- | ------- | ---------------- |
| - Свидерский 53′ | (отчёт) | - Николаеску 26′ |

| Молдова       | 1:1     | Албания        |
| ------------- | ------- | -------------- |
| - Бабогло 87′ | (отчёт) | - Цикалеши 25′ |

| Польша           | 1:1     | Чехия        |
| ---------------- | ------- | ------------ |
| - Пётровский 38′ | (отчёт) | - Соучек 49′ |

| Албания | 0:0     | Фарерские острова |
| ------- | ------- | ----------------- |
|         | (отчёт) |                   |

| Чехия                                  | 3:0     | Молдова |
| -------------------------------------- | ------- | ------- |
| - Доудера 26′ - Хорый 72′ - Соучек 89′ | (отчёт) |         |

## Бомбардиры
Примечание: В скобках указано, сколько голов из общего числа забито с пенальти.
4 гола
- Ион Николаеску (1)

3 гола
- Ясир Асани
- Недим Байрами
- Вацлав Черный
- Томаш Соучек (1)
- Роберт Левандовский (1)

2 гола
- Таулянт Сефери
- Ладислав Крейчий
- Кароль Свидерский
- Владислав Бабогло

1 гол
- Кристьян Аслани
- Эрнест Мучи
- Мирлинд Даку
- Соколь Цикалеши (1)
- Томаш Чванчара
- Ян Кухта
- Давид Доудера
- Томаш Хорый
- Дамиан Шиманьский
- Аркадиуш Милик
- Себастиан Шиманьский
- Адам Букса
- Якуб Пётровский
- Вадим Рацэ
- Мадс Боэ Миккельсен
- Одмар Ферё[англ.]

## Дисквалификации
Игрок получает дисквалификацию на 1 матч за следующие нарушения:
- Красная карточка (отстранение за красную карточку может быть продлено за грубые нарушения).
- 3 жёлтые карточки в 3-х разных матчах, а также 5-я и каждая последующая жёлтая карточка (дисквалификация за жёлтую карточку не переносится на плей-офф, основной турнир или любые другие международные матчи).

Были отбыты следующие дисквалификации:
| Футболист     | Команда           | Нарушения                        | Пропущенные матчи                           |
| ------------- | ----------------- | -------------------------------- | ------------------------------------------- |
| Моймир Хытил  | Чехия             | против Албании (12 октября 2023) | против Фарерских островов (15 октября 2023) |
| Хёрдур Аскхам | Фарерские острова | против Польши (12 октября 2023)  | против Чехии (15 октября 2023)              |